# 5961 Watt
5961 Watt è un asteroide della fascia principale. Scoperto nel 1989, presenta un'orbita caratterizzata da un semiasse maggiore pari a 2,4048820 UA e da un'eccentricità di 0,1436528, inclinata di 1,62478° rispetto all'eclittica.